# Sot de Chera
Sot de Chera (valencianisch: Sot de Xera) ist eine Gemeinde (municipio) mit 432 Einwohnern (Stand: 2024) in der spanischen Provinz Valencia. Sie befindet sich in der Comarca Los Serranos.

## Geografie
Sot de Chera liegt etwa 85 Kilometer nordwestlich vom Stadtzentrum Valencias in einer Höhe von ca. 340 m. In der Gemeinde befindet sich rund um den Río Reatillo der Parque natural de Chera-Sot de Chera.

## Demografie
| 1900 | 1910 | 1920 | 1930 | 1940 | 1950 | 1960 | 1970 | 1981 | 1991 | 2001 | 2011 | 2021 |
| ---- | ---- | ---- | ---- | ---- | ---- | ---- | ---- | ---- | ---- | ---- | ---- | ---- |
| 699  | 825  | 776  | 715  | 720  | 740  | 529  | 445  | 297  | 301  | 339  | 458  | 387  |

## Sehenswürdigkeiten
- Reste der Burganlage von Sot de Chera
- Salvatorkirche
- Rochuskapelle

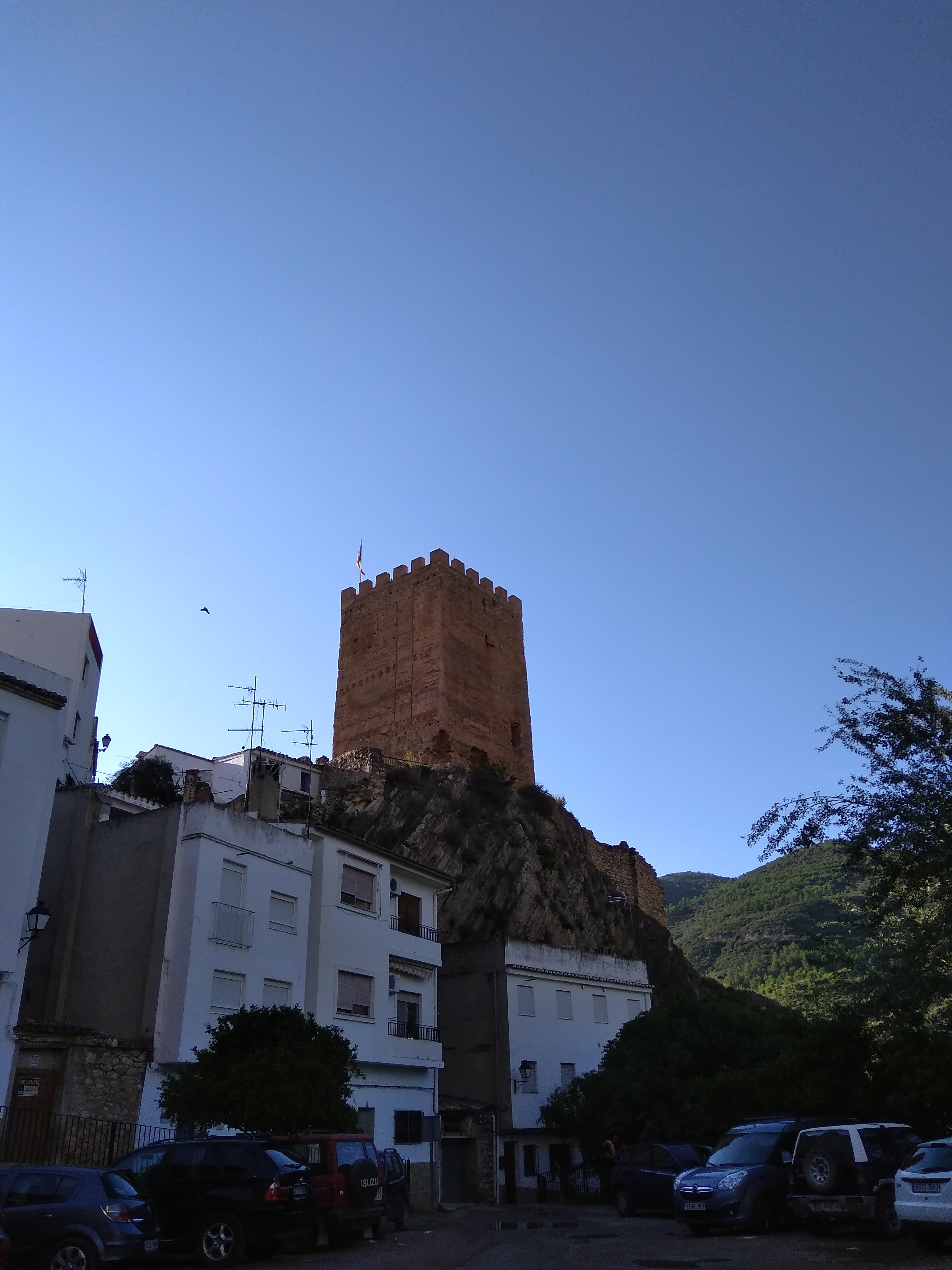
Reste der Burganlage
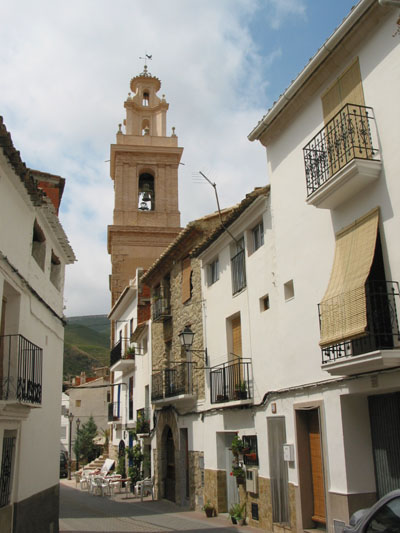
Sebastianuskirche
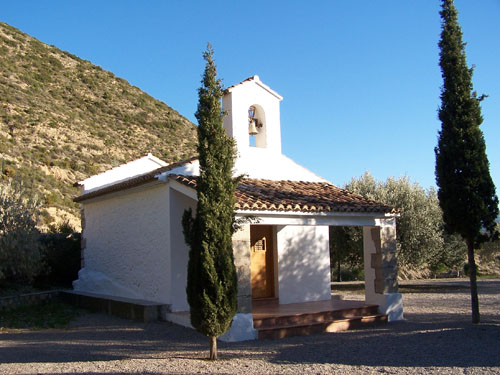
Rochuskapelle